# Provinciile Italiei
În Italia, o provincie este o diviziune administrativă la nivel intermediar între regiuni și comune.
O provincie este compusă din mai multe comune, și de obicei mai multe provincii formează o regiune. Singura excepție este Valle d'Aosta care nu are provincii. 
În 2006, există 110 provincii în Italia, trei dintre care sunt nou organizate și vor deveni efective doar în 2009. În lista de mai jos, provinciile ingroșate sunt cele ale căror capitală administrativă este capitala regiunii. ISO 3166-2:IT prezintă codurile din două litere ale provinciilor.

## Abruzzo

Provinciile regiunii Abruzzo.

- Chieti
- L'Aquila
- Pescara
- Teramo

## Basilicata

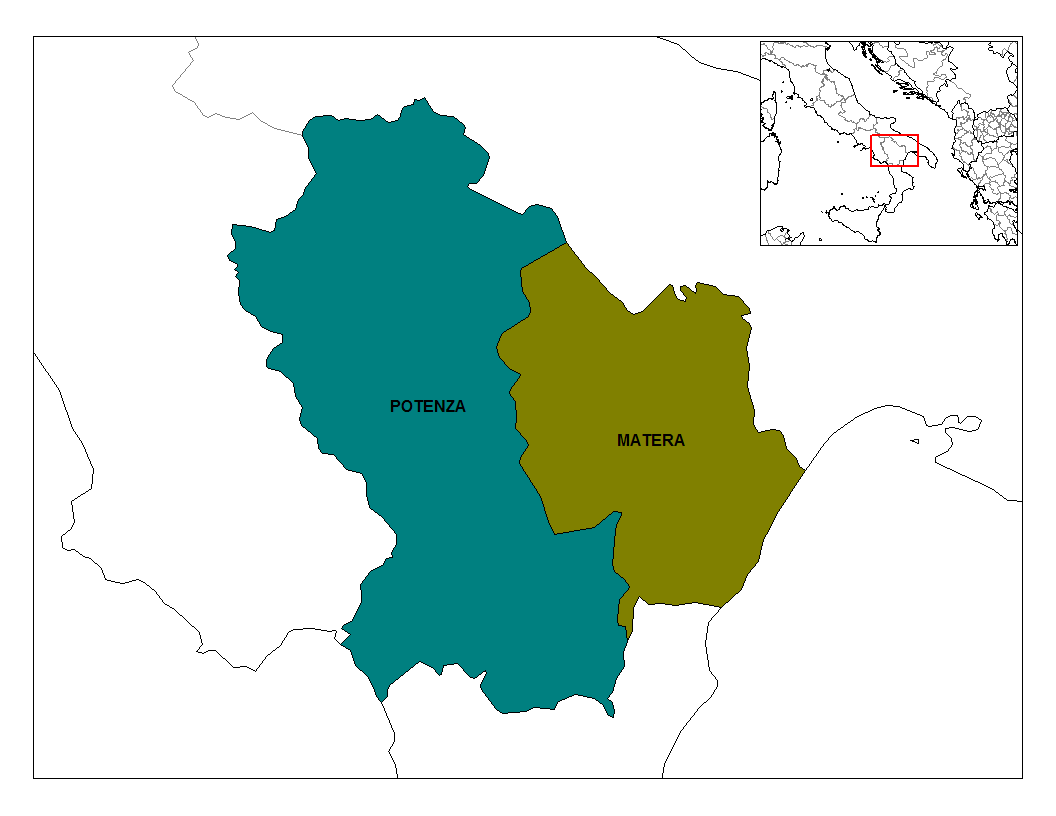
Provinciile regiunii Basilicata.

- Matera
- Potenza

## Calabria

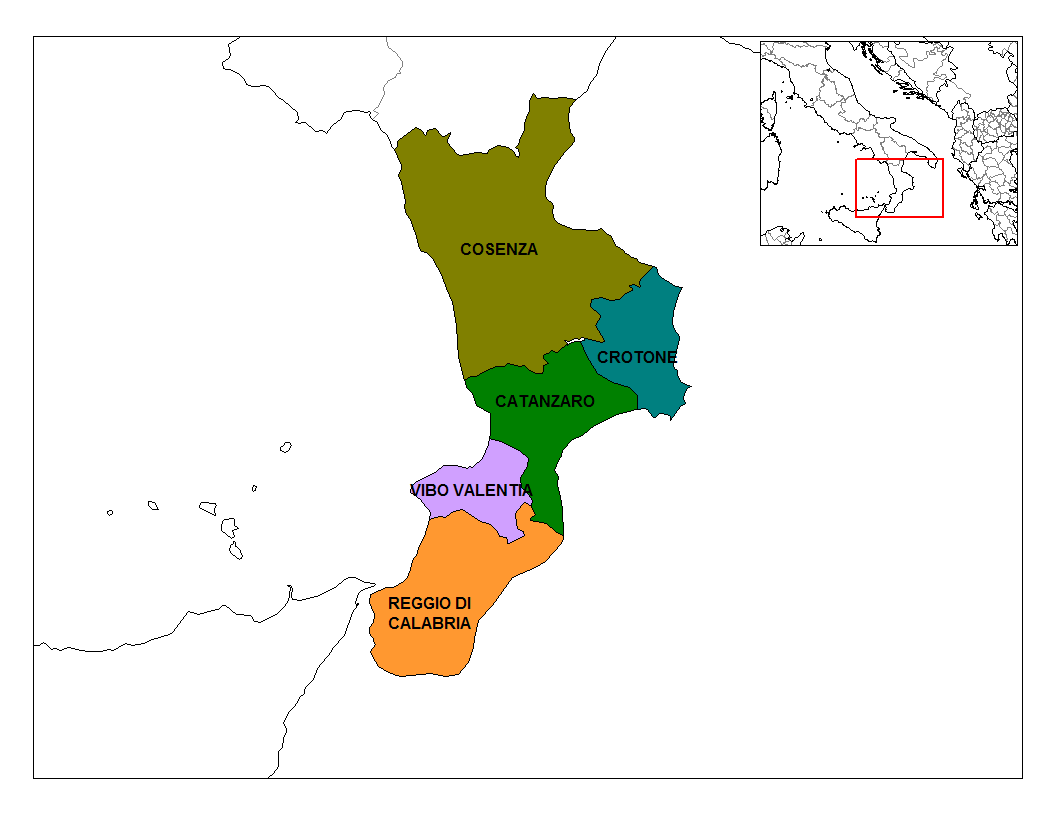
Provinciile regiunii Calabria.

- Catanzaro
- Cosenza
- Crotone
- Reggio Calabria
- Vibo Valentia

## Campania

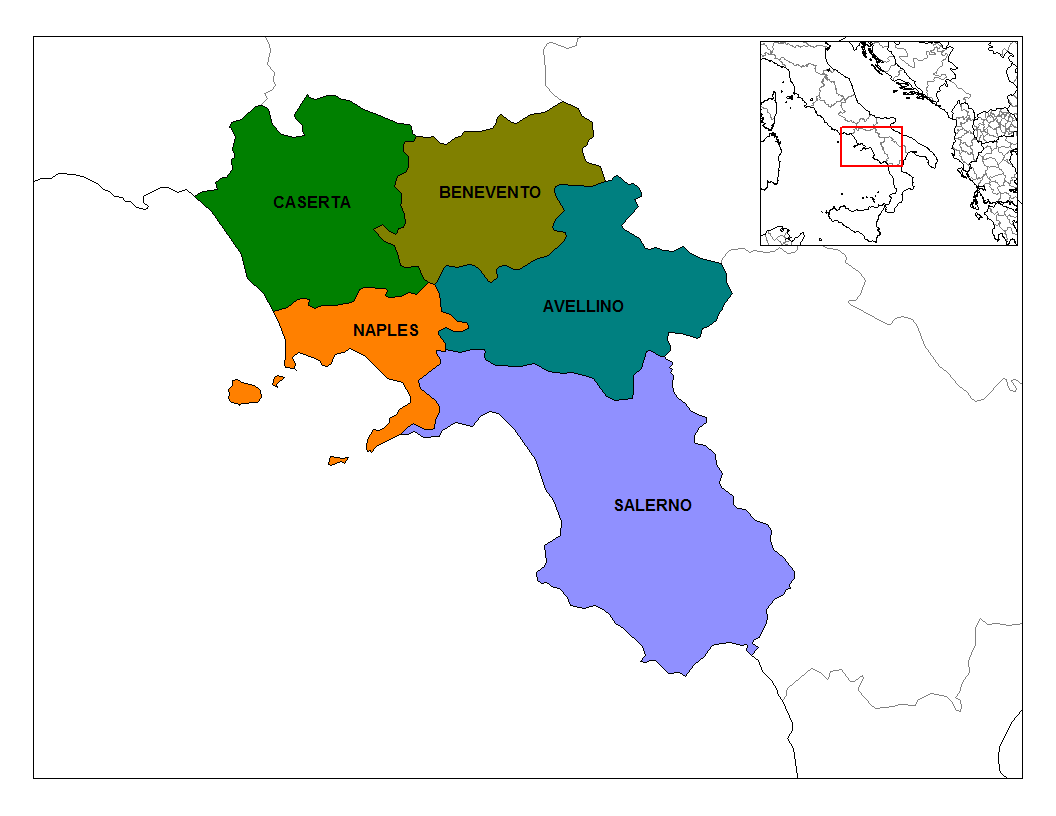
Provinciile regiunii Campania.

- Avellino
- Benevento
- Caserta
- Napoli
- Salerno

## Emilia-Romagna

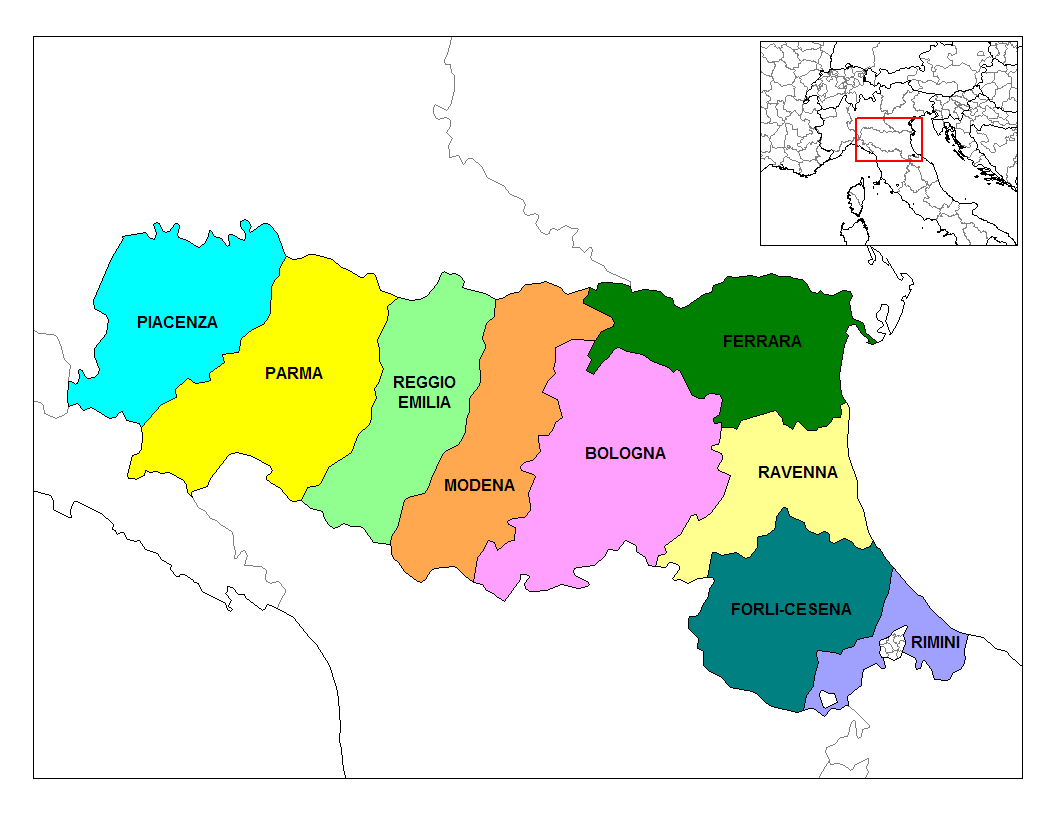
Provinciile regiunii Emilia-Romagna.

- Bologna
- Ferrara
- Forlì-Cesena
- Modena
- Parma
- Piacenza
- Ravenna
- Reggio Emilia
- Rimini

## Friuli-Veneția Giulia

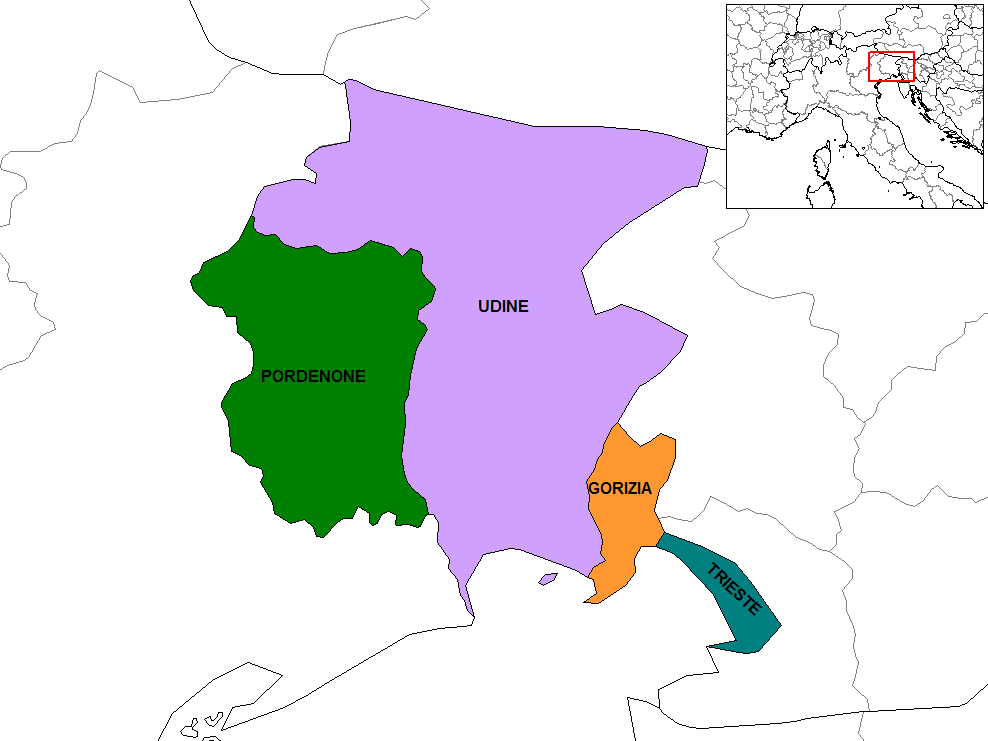
Provinciile regiunii Friuli-Venezia Giulia.

- Gorizia
- Pordenone
- Trieste
- Udine

## Lazio

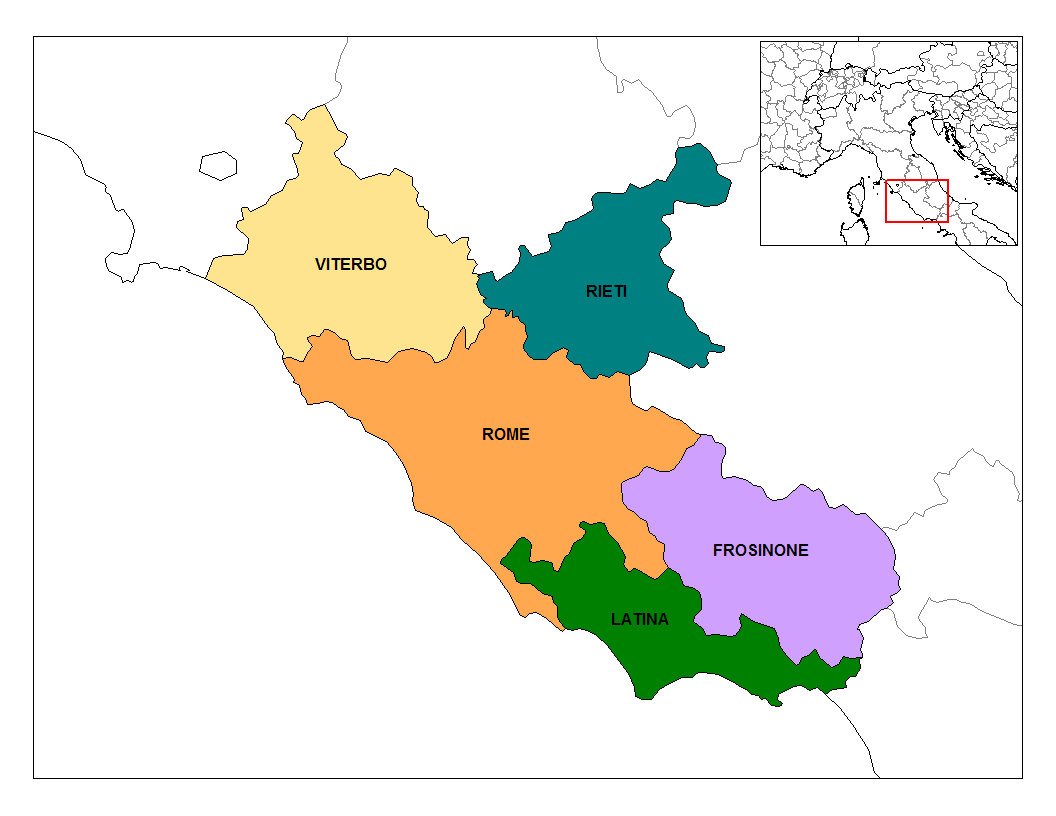
Provinciile regiunii Lazio.

- Frosinone
- Latina
- Rieti
- Roma
- Viterbo

## Liguria

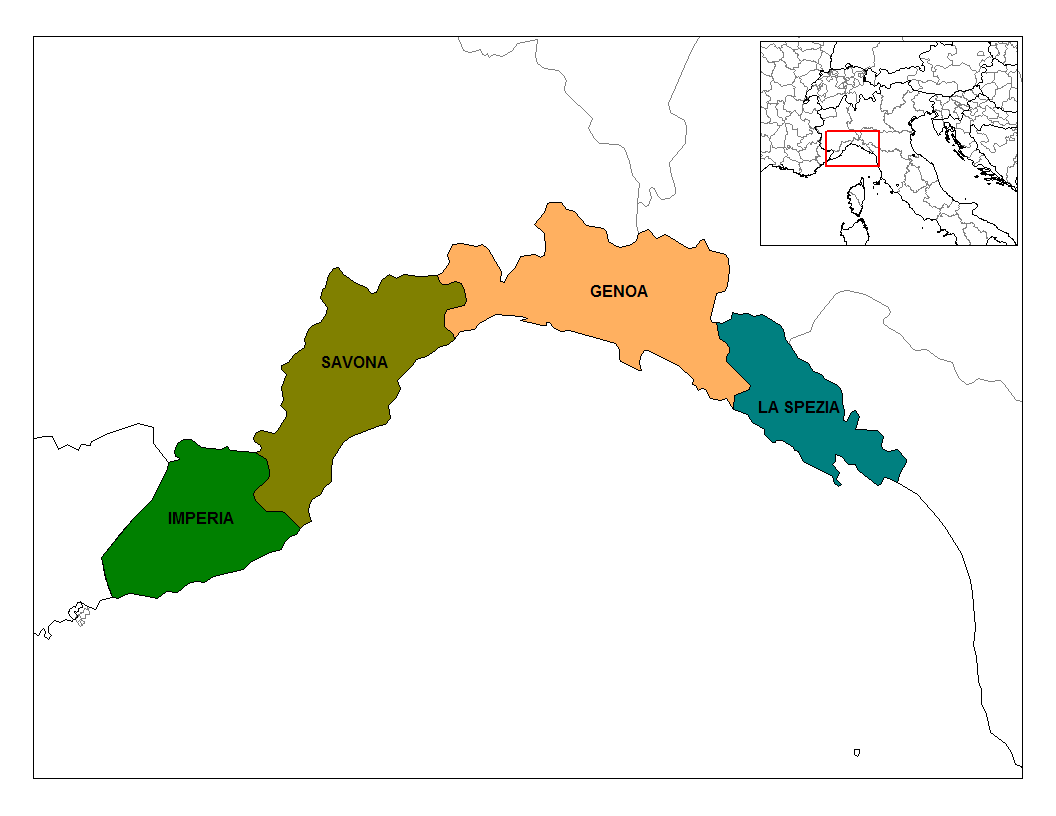
Provinciile regiunii Liguria.

- Genova
- Imperia
- La Spezia
- Savona

## Lombardia

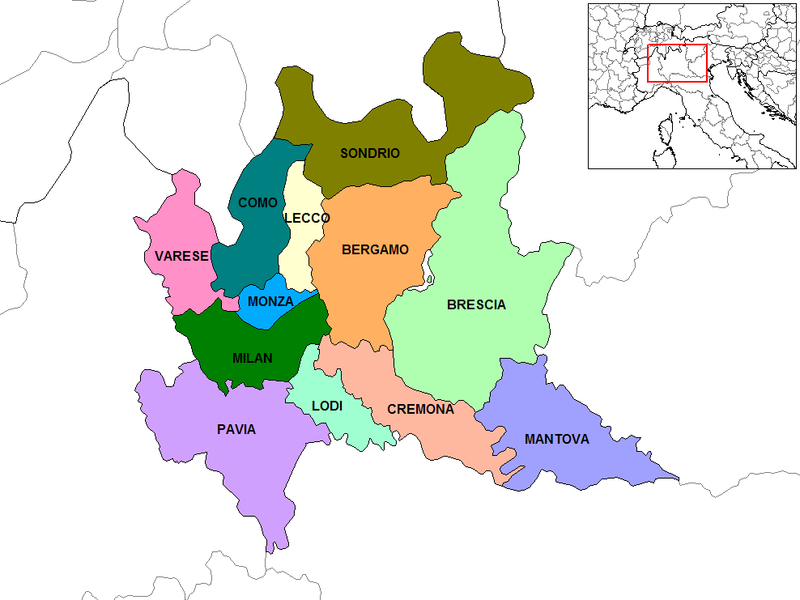
Provinciile regiunii Lombardia.

- Bergamo
- Brescia
- Como
- Cremona
- Lecco
- Lodi
- Mantova
- Milano
- Monza-Brianza
- Pavia
- Sondrio
- Varese

## Marche

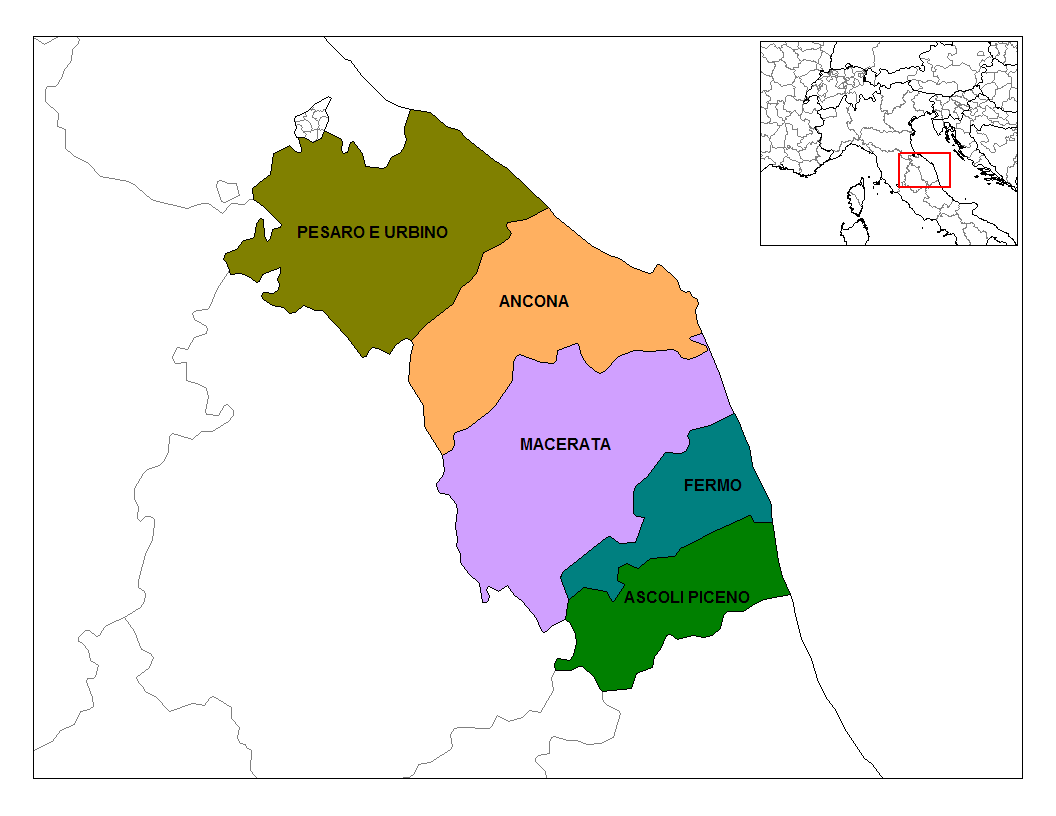
Provinciile regiunii Marche.

- Ancona
- Ascoli Piceno
- Fermo
- Macerata
- Pesaro e Urbino

## Molise

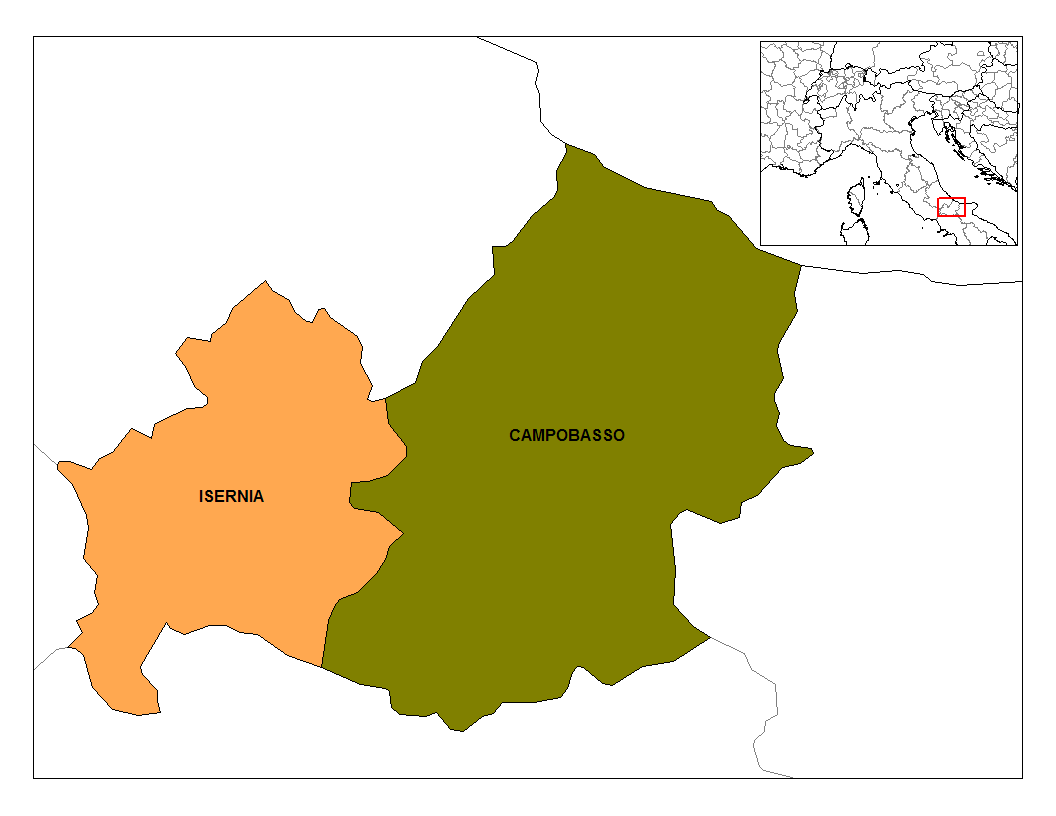
Provinciile regiunii Molise.

- Campobasso
- Isernia

## Piemont

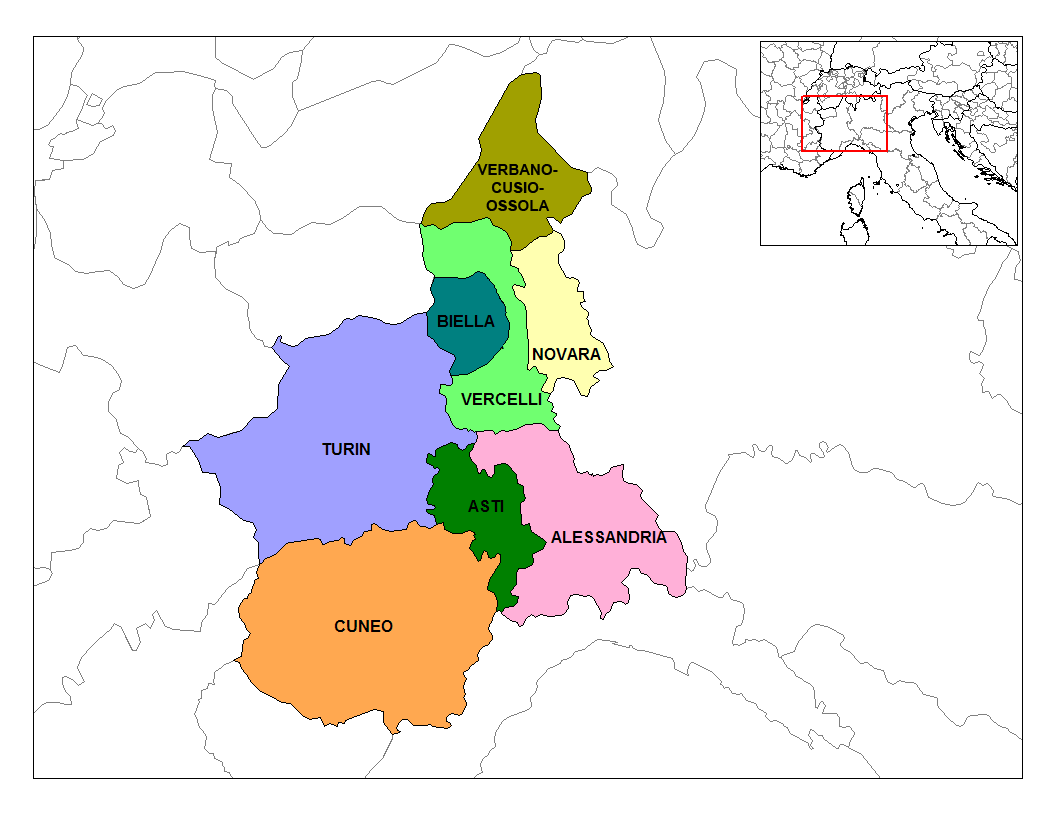
Provinciile regiunii Piemont.

- Alessandria
- Asti
- Biella
- Cuneo
- Novara
- Torino
- Verbano-Cusio-Ossola
- Vercelli

## Apulia

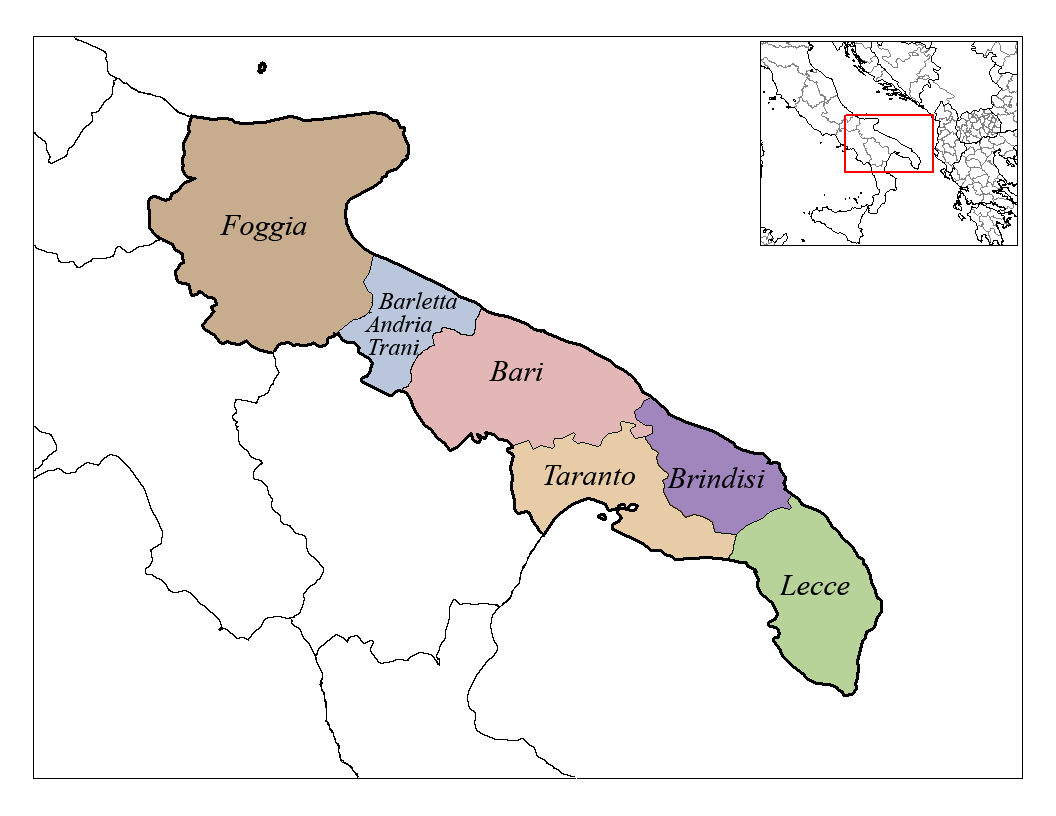
Provinciile regiunii Puglia.

- Bari
- Barletta-Andria-Trani
- Brindisi
- Foggia
- Lecce
- Taranto

## Sardinia

Provinciile regiunii Sardinia.

- Cagliari
- Nuoro
- Oristano
- Sassari
- Sud Sardinia

## Sicilia

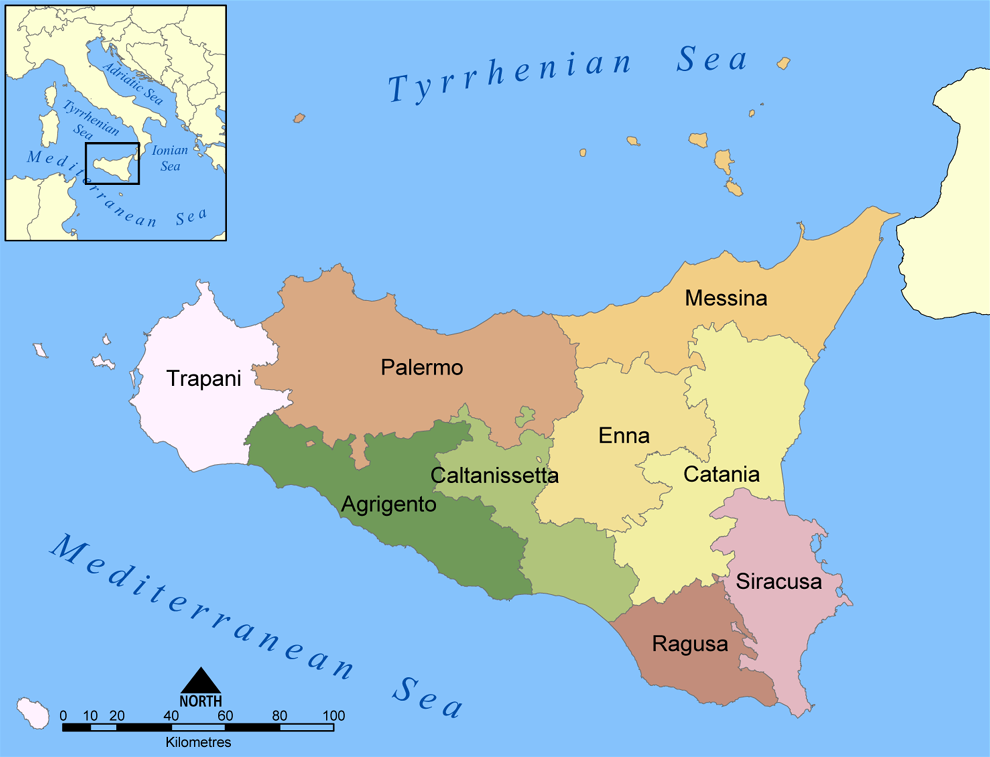
Provinciile regiunii Sicilia

- Agrigento
- Caltanissetta
- Catania
- Enna
- Messina
- Palermo
- Ragusa
- Siracuza
- Trapani

## Trentino-Tirolul de Sud

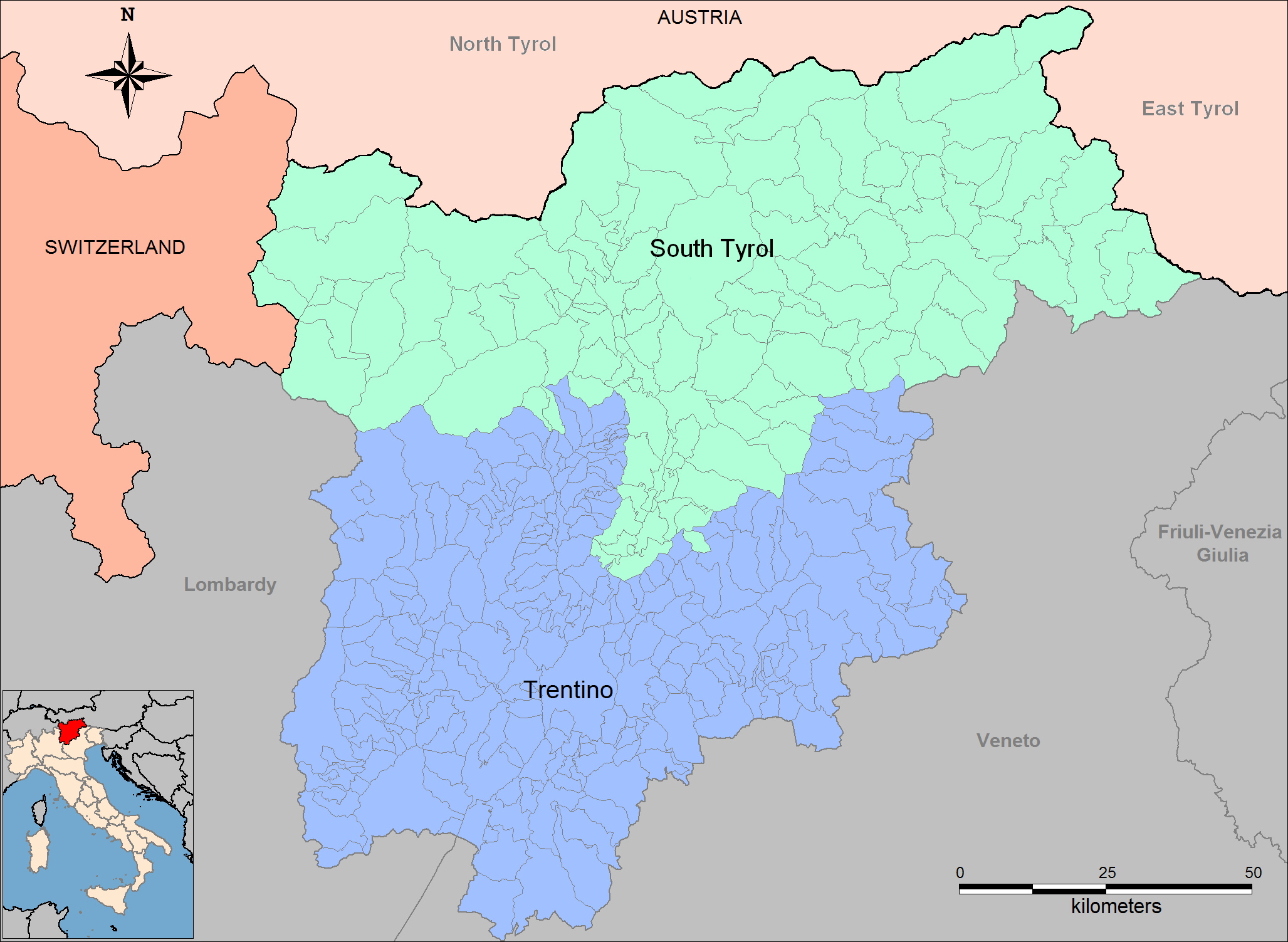
Provinciile regiunii Trentino-Alto Adige

- Bolzano
- Trento

## Toscana

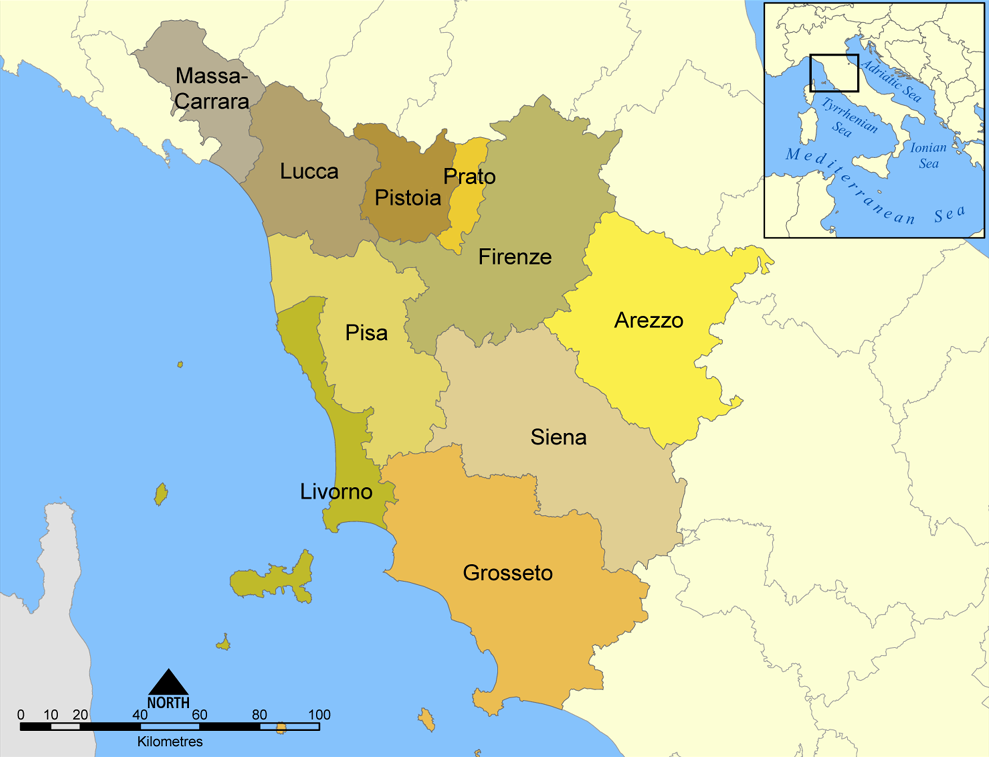
Provinciile regiunii Toscana

- Arezzo
- Florența
- Grosseto
- Livorno
- Lucca
- Massa-Carrara
- Pisa
- Pistoia
- Prato
- Siena

## Umbria

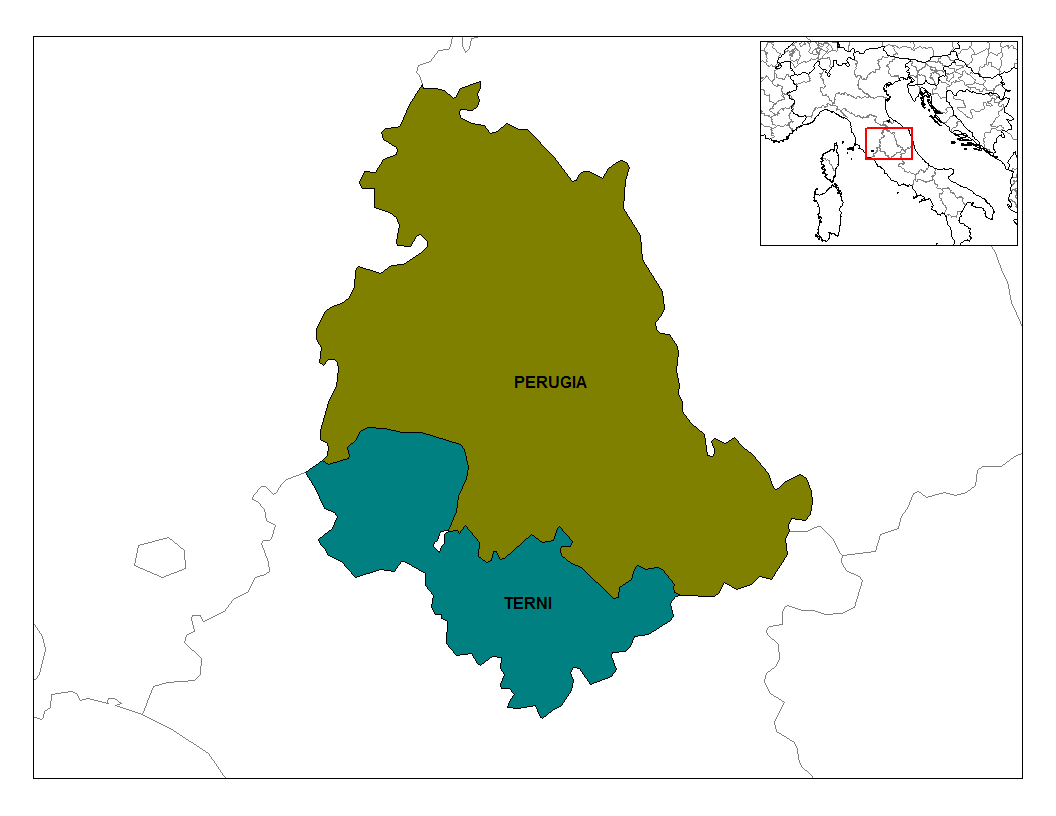
Provinciile regiunii Umbria.

- Perugia
- Terni

## Valle d'Aosta

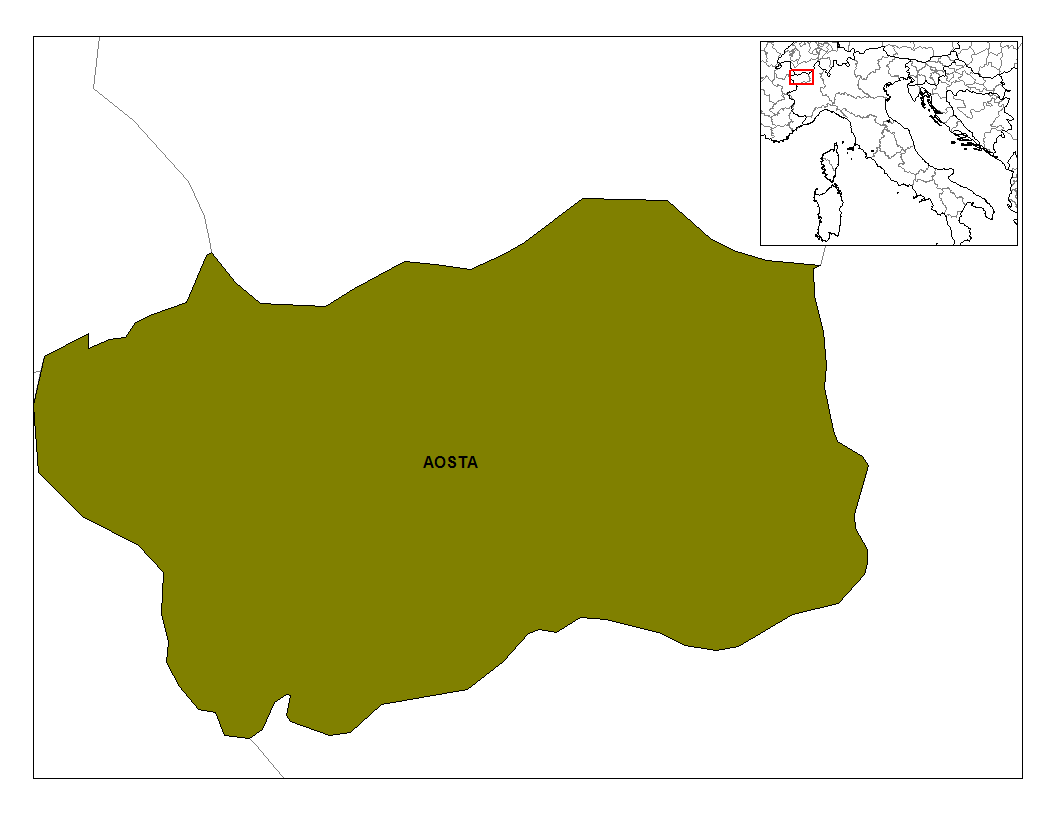
Provincia Valle d'Aosta

- Aosta (Aoste)

## Veneto

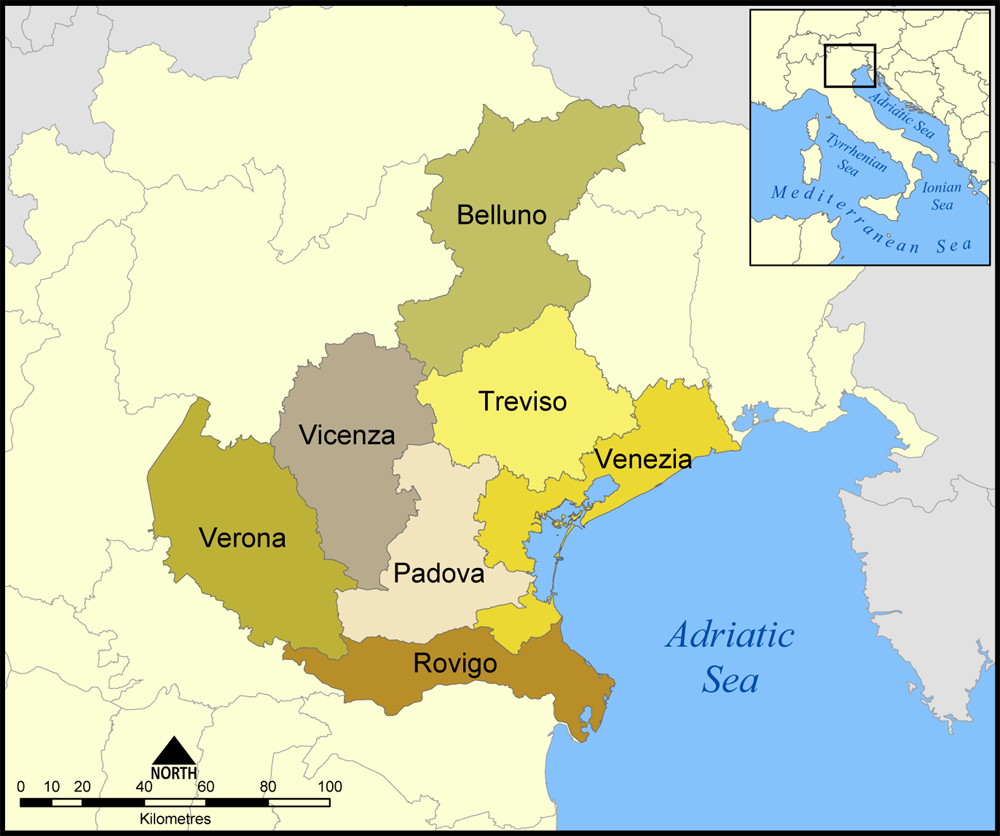
Provinciile regiunii Veneto.

- Belluno
- Padova
- Rovigo
- Treviso
- Veneția
- Verona
- Vicenza